# 羅馬里斯萬德山

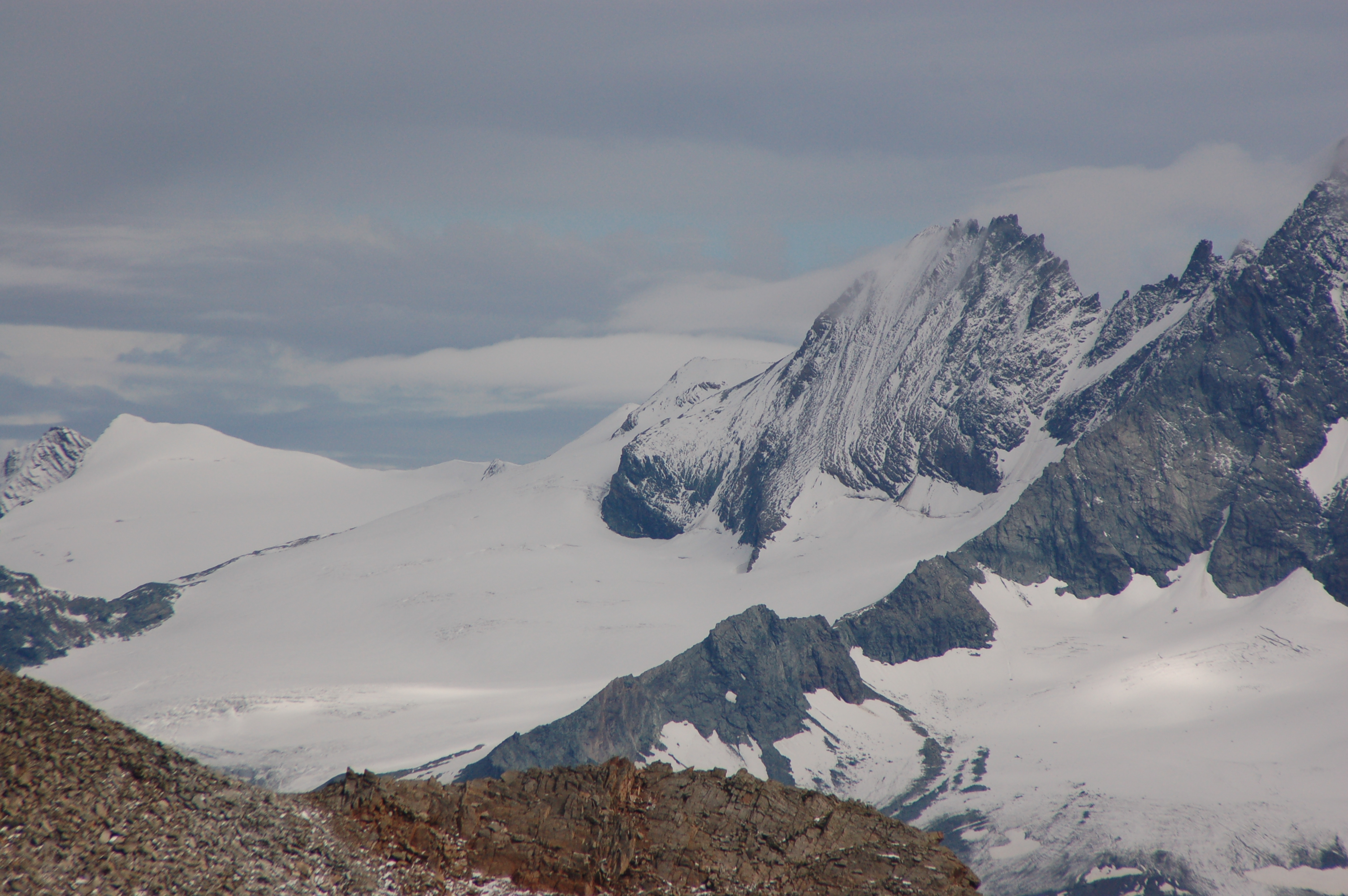

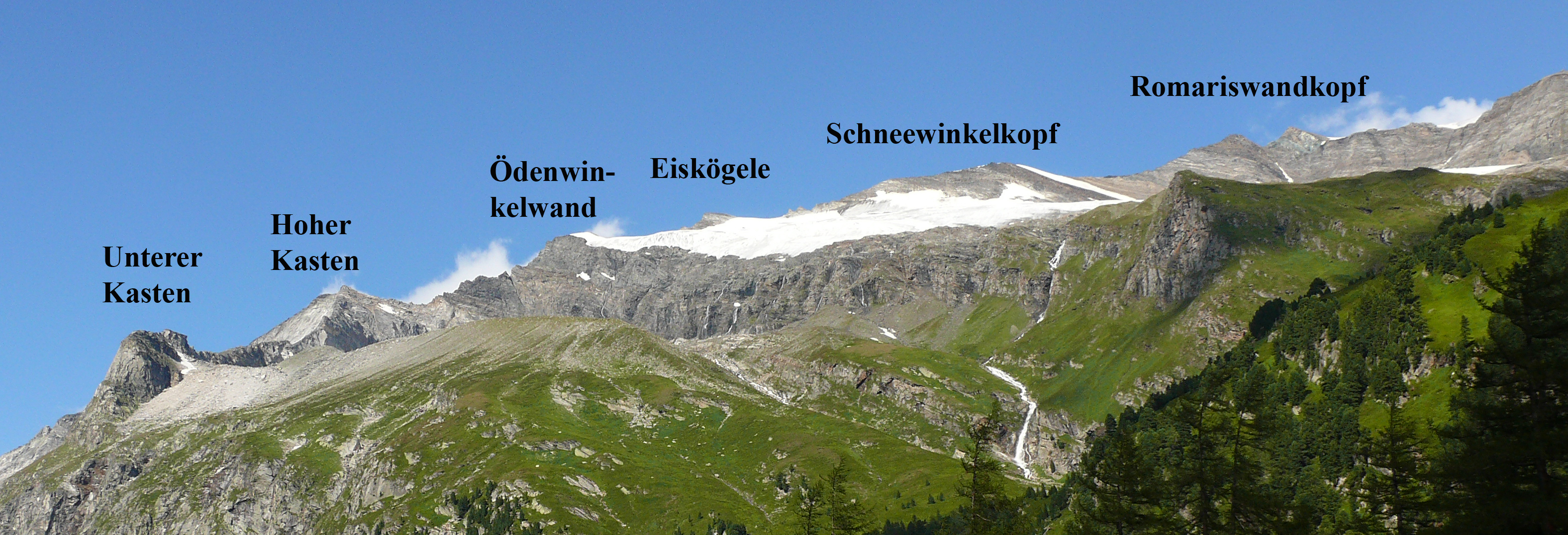
從卡爾瑟陶恩豪斯 (Kalser Tauernhaus) 看到的格洛克納山 (Glockner) 西北山脊，從左到右分別是Unterer Kasten、上卡斯滕山、Ödenwinkelwand、艾斯克蓋勒山、施內溫克爾山及羅馬里斯萬德山

47°5′29″N 12°40′5″E / 47.09139°N 12.66806°E
羅馬里斯萬德山（德語：Romariswandkopf），是奧地利的山峰，位於該國中部，處於克恩頓州和利恩茨縣接壤的邊界，距離格洛克訥萬德山1.4公里，海拔高度3,511米，每年平均降雨量2,073毫米，人類首次在1868年8月29日首次登頂。